# Philibert de Naillac

Philibert de Naillac
Kupferstich um 1725

Großmeisterwappen von Philibert de Naillac

Philibert de Naillac, latinisiert Philibertus Naillacensis (* in Bridiers; † Juni 1421) war vom 6. Mai 1396 bis zu seinem Tod der 34. Großmeister des Johanniterordens auf Rhodos. 
Geboren wurde er wahrscheinlich auf Schloss Bridiers in der Region Limousin. Sein Vater Périchon von Naillac war Vizegraf von Bridiers. Er wurde Großprior von Aquitanien in der französischen Zunge.

Er ließ die Befestigungsanlagen von Rhodos ausbauen, insbesondere um einen Turm am Handelshafen, der nach ihm benannt ist und sein Wappen trägt. 

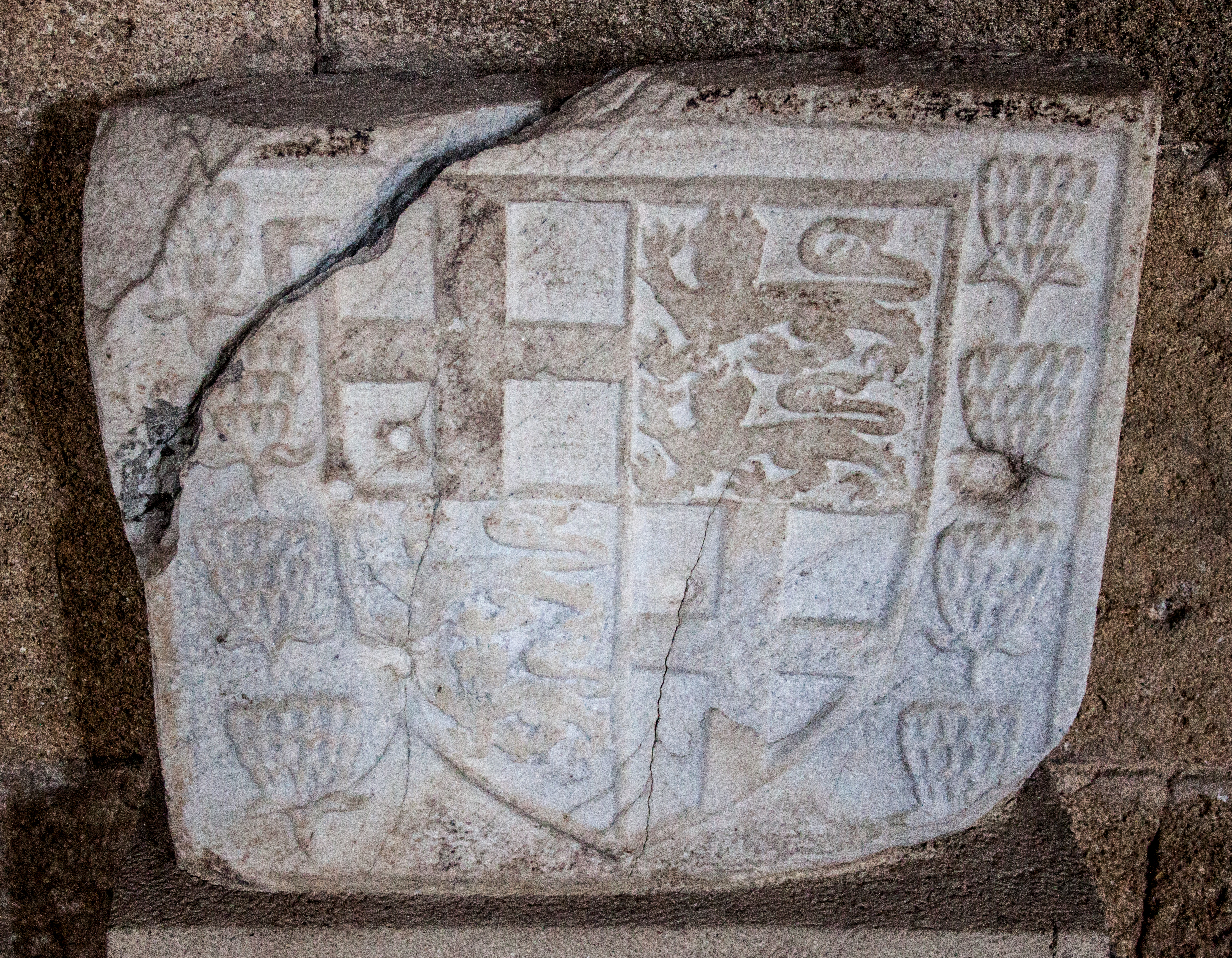
Wappen des Philibert de Naillacs vom Turm im Hafen von Rhodos (Frühes 15. Jahrhundert)

1396 beteiligte er sich mit dem Orden und dem späteren Kaiser Sigismund an der Schlacht von Nikopolis.
1402 verloren die Johanniter ihre Besitzungen auf dem kleinasiatischen Festland, als Timur ihre Stadt Smyrna erstürmte.
1409 nahm er am Konzil von Pisa teil, und hielt sich anschließend in Europa auf. Er kehrte erst 1419 nach Rhodos zurück.